# Antoine Destutt de Tracy
Antoine Louis Claude Destutt de Tracy, född 20 juli 1754 i Paris, död där 9 mars 1836, var en fransk greve, filosof, politiker och militär. Han är mest känd för att vara den som har skapat begreppet "ideologi".

## Biografi
Släkten var av skotsk härkomst, och hade blivit grevar av Tracy. Fadern var en framstående militär. Antoine Louis Claude Destutt de Tracy studerade vid universitetet i Strasbourg, och började därefter sin militära karriär. Destutt de Tracy blev överste vid infanteriet 1776. När Franska revolutionen bröt ut, tog han aktiv del i den provinsiella regeringen i Bourbonnais. I konstituerande nationalförsamlingen fick han snart avsmak för ytterlighetsmännen, varför han 1792, efter att som maréchal de camp en kort tid ha fört befäl över nordarméns kavalleri, lämnade Frankrike med sin vän La Fayette. I Auteuil började han studera naturvetenskap med Nicolas de Condorcet och Pierre-Jean-Georges Cabanis.
Han återvände snart och hölls under Skräckväldet i fängelse ett år, under vilket han studerade Étienne Bonnot de Condillac och John Locke, varmed han övergav det naturvetenskapliga studiet för filosofin. Han satt frihetsberövad tills Robespierres fall (juli 1794) befriade honom. 1795 blev han ledamot av Institut de France, efter att han låtit sina uppsatser cirkulera, vilka senare lade grunden för hans huvudverk Eléments d'idéologie. 
Under Napoleon I:s regering var Destutt senator, men han hörde emellertid till "ideologernas" krets i Auteuil, vilka avskyddes av Napoleon; förutom Destutt ingick Constantin-François de Chassebœuf de Volney, Cabanis och Dominique Joseph Garat. Under restorationen 1814 blev pär, men tillhörde alltjämt den liberala oppositionen och tvekade inte att 1830, nästan blind, kämpa med på barrikaderna. Hans förnuftsfilosofi och laissez-faire-ekonomi var oförenlig med Napoleons politik.
Destutt var sedan 1808 medlem av Franska akademien, och innehade stol 40 efter Cabanis. Efter sin död efterträddes han på stolen av François Guizot.

## Verk
Destutts huvudverk är Elements d’idéologie (4 band, 1817-1818; ny upplaga 1824-25), ett försök till ett naturvetenskapligt förklaringssätt på själsverksamheten. Vidare må nämnas hans berömda Commentaire sur l'esprit des lois de Montesquieu (1817; flera upplagor), Essai sur le génie, et les ouvrages de Montesquieu (1808) och Traité de la volonté.
Han kunde dock inte finna tillfredsställelse i sina läromästare Nicolas de Condorcets och Cabanis’ utpräglat materialistiska och sensualistiska tankeriktningar, vilka han i stället utvecklade och sammanförde i ett eget tankesystem. Ideologi blev för Destutt beteckningen för en psykologisk sida av människan, läran om en uppsättning idéer, och sin egen ideologi betecknade han som "ett delämne av zoologin". Han delade in medvetandet i fyra instanser: perception, minne, omdöme, och vilja - alla dessa var, menade Destutt, olika slag av sinnesrörelser. Hans medvetandefilosofi har dock övergivits och saknar anhängare.
Verken om filosofen Montesquieu väckte bland andra Thomas Jeffersons uppmärksamhet - han översatte Commentaire sur l'esprit des lois de Montesquieu till engelska 1811, och de båda förde en korrespondens under många år. Andra som har tagit intryck av honom är David Ricardo, Stendhal, Augustin Thierry, Charles Comte och Charles Dunoyer. Framför allt påverkade han Karl Marx när denne kritiserade de tyska idealisterna och lade fram sin egen ideologi; för Marx var emellertid "ideologi" en pejorativ term. Destutt de Tracy och Jean-Baptiste Say räknas till den franska liberala skolans grundare. Hans och de övriga ideologernas teorier inom psykologi vidareutvecklades av William James och Carl Lange, och blev känt under namnet James-Langeteorin.